# Колдстрім
Ко́лдстрім (англ. Coldstream) — невелике місто у Шотландії, в області Шотландські кордони. Розташоване на північному березі річки Твід.
1. 1 2  https://maps.nls.uk/geo/explore/#zoom=15&lat=55.64810&lon=-2.24992&layers=6&b=1&marker=55.650121,-2.248208